# Las Parras de Castellote
Las Parras de Castellote est une commune d’Espagne, dans la province de Teruel, communauté autonome d'Aragon comarque de Bajo Aragón.